# Friedrich von Bose (Intendant)
Friedrich Freiherr von Bose (* 27. März 1822 in Biebrich; † 1. November 1890 in Wien) war nassauischer Kammerherr und Intendant des Herzoglichen Hoftheaters in Wiesbaden.

## Leben
Friedrich von Bose wurde als Sohn des nassauischen Majors und Theaterintendanten Karl von Bose (1784–1844) geboren. Als 15-Jähriger kam er in die Kadettenschule in Wiesbaden und wurde 1841 Leutnant in der Nassauischen Armee. 1847 stieg er zum Flügeladjutanten  des Herzogs Adolf von Nassau auf. Als Hauptmann beendete er seinen Militärdienst und war von 1858 bis 1866 Intendant des Hoftheaters in Wiesbaden. Das Schauspiel erreichte unter ihm eine Höhe, die ihm in ganz Deutschland Ansehen verschaffte.
Von 1866 an stand er als Kammerherr in persönlichen Diensten des Landesherrn Herzog Adolf.

## Orden und Auszeichnungen
- 17. Juni 1873 Großherzoglich Hessischer Ludwigsorden[4]
- Herzoglich Braunschweigischer Orden Heinrichs des Löwen
- Roter Adlerorden Ritter IV. Klasse